# Peñuelas, Michoacán de Ocampo
Peñuelas är en ort i Mexiko.   Den ligger i kommunen Hidalgo och delstaten Michoacán de Ocampo, i den södra delen av landet, 170 km väster om huvudstaden Mexico City. Peñuelas ligger 2 364 meter över havet och antalet invånare är 186.
Terrängen runt Peñuelas är huvudsakligen kuperad, men åt sydväst är den bergig. Runt Peñuelas är det ganska tätbefolkat, med 90 invånare per kvadratkilometer. Närmaste större samhälle är Zinapécuaro, 18,9 km norr om Peñuelas. I omgivningarna runt Peñuelas växer i huvudsak blandskog.